# 氯化羰基(四氟乙烯)二(三苯基膦)合铱
氯化羰基(四氟乙烯)二(三苯基膦)合铱是一种有机铱化合物，化学式为(PPh3)2Ir(C2F4)(CO)Cl，其中Ph为苯基。它可由氯化羰基二(三苯基膦)铱在苯中和四氟乙烯反应制得。它在100 °C分解放出四氟乙烯。它和SFO2(OCH3)反应，可以得到白色的IrCH3(CO)Cl(PPh3)2(SFO3)。